# Gustaf Löfberg
Gustaf Emil Löfberg, född 23 augusti 1874 i Söraby församling, död den 26 januari 1947 i Malmö, var en svensk direktör i glas- och porslinsbranschen samt biografägare.
Gustaf Löfberg startade sin första firma i glas- och porslinsbranschen 1898, vilken kom att bli en av de ledande detaljisterna i Skandinavien. På 1920-talet startade han Göta Film AB med biograferna Palladium, Capitol och Göta i Malmö samt biografen Saga i Lund.
Löfberg är begraven på Sankt Pauli södra kyrkogård i Malmö.

## Familj
Gustaf Löfberg var gift med Karin Segerberg (1879–1964), och hade med henne åtta barn: Greta, gift Nelander, Sten, Tor, Kajsa, gift Hedve, Anna Stina, gift med Sven-Olof Berlin, Brita, gift Arnesen, Karl Gustaf, samt Ninni, gift med Rolf Husberg.

## Utmärkelser
- Riddare av Vasaorden (1916).[2]